# IC 342/마페이 은하군
IC 342/마페이 은하군(영어: IC 342/Maffei Group) 또는 IC 342 준은하군 (IC 342 Group) 및 마페이 1 준은하군(Maffei 1 Group)은 국부 은하군에서 가장 가까운 은하군이다.

## 준은하군의 분류
이 은하군은 한 쌍의 작은 은하군으로 표현할 수 있는데, 구성원 대부분이 은하군에서 가장 밝은 은하인 IC 342와 마페이 1에 집중되어 있기 때문이다. 은하군은 국부은하군과 함께 처녀자리 초은하단, 즉 국부 초은하단에 위치한 많은 은하군 중 하나이다.

## 구성원
아래의 목록에 있는 은하들은 I. D. 카라첸세프가 IC342/마페이 1 은하군과 관련된 은하들로 확인한 것들이다. 카라첸세프는 이 은하군을 IC 342와 마페이 1을 중심으로 하는 두 개의 준은하군으로 세분화 하였다.
| 명칭               | 유형      | 적경 (J2000)  | 적위 (J2000)   | 적색편이 (km/s) | 겉보기 등급 |
| ------------------ | --------- | ------------- | -------------- | --------------- | ----------- |
| 기린자리 A         | Irr       | 04h 26m 16.3s | +72° 48′ 21″   | -46 ± 1         | 14.8        |
| 기린자리 B         | Irr       | 04h 53m 07.1s | +67° 05′ 57″   | 77              | 16.1        |
| 카시오페이아자리 1 | dIrr      | 02h 06m 02.8s | +68° 59′ 59″   | 35              | 16.4        |
| IC 342             | SAB(rs)cd | 03h 46m 48.5s | +68° 05′ 46″   | 31 ± 3          | 9.1         |
| KK 35              | Irr       | 03h 45m 12.6s | +67° 51′ 51″   | 105 ± 1         | 17.2        |
| NGC 1560           | SA(s)d    | 04h 32m 49.1s | +71° 52′ 59″   | -36 ± 5         | 12.2        |
| NGC 1569           | Sbrst     | 04h 30m 49.1s | +64° 50′ 52,6″ | -104 ± 4        | 11,2        |
| UGCA 86            | Im        | 03h 59m 50.5s | +67° 08′ 37″   | 67 ± 4          | 13.5        |
| UGCA 92            | Im        | 04h 32m 04.9s | +63° 36′ 49.0″ | -99 ± 5         | 13.8        |
| UGCA 105           | Im        | 05h 14m 15.3s | +62° 34′ 48″   | 111 ± 5         | 13.9        |

| 명칭       | 유형      | 적경 (J2000)  | 적위 (J2000) | 적색편이 (km/s) | 겉보기 등급 |
| ---------- | --------- | ------------- | ------------ | --------------- | ----------- |
| 드윙글루 1 | SB(s)cd   | 02h 56m 51.9s | +58° 54′ 42″ | 110             | 8.3         |
| 드윙글루 2 | Im        | 02h 54m 08.5s | +59° 00′ 19″ | 94 ± 1          | 20.5        |
| KKH 11     | dE        | 02h 24m 34.2s | +56° 00′ 43″ | 310             | 16.2        |
| KKH 12     | Irr       | 02h 27m 26.9s | +57° 29′ 16″ | 70              | 17.8        |
| 마페이 1   | S0 pec    | 02h 36m 35.4s | +59° 39′ 19″ | 13 ± 22         | 11.4        |
| 마페이 2   | SAB(rs)bc | 02h 41m 55.1s | +59° 36′ 15″ | -17 ± 5         | 16.0        |
| MB 1       | SAB(s)d   | 02h 35m 36.5s | +59° 22′ 43″ | 190 ± 1         | 20.5        |
| MB 3       | dSph      | 02h 55m 42.7s | +58° 51′ 37″ | 59 ± 1          | 17.33       |

추가적으로, KKH 37이 IC 342 준은하군의 일원에 포함되었으며, KKH 6은 마페이 1 준은하군의 일원에 포함되었다.

## 전경의 먼지에 의한 차폐
지구에서 봤을 때, 은하군은 은하면(이 영역은 때때로 회피대라고 불림) 근처에 위치해 있다. 그래서 은하군의 대부분의 은하에서 오는 빛은 은하수를 구성하는 먼지에 의한 차폐에 크게 영향을 받는다. 먼지 차폐로 인한 불확실성으로 인해 은하군에 관한 관측 연구는 복잡해지는데, 은하의 광도 및 거리, 그 뿐만 아니라 그것들과 연관된 다른 물리량에 대한 측정도 어려워진다.

## 발견의 어려움
더욱이, 은하군의 은하들은 역사적으로 발견하기 어려웠다. 대부분의 은하들은 20세기 말의 천문기기를 이용하여 발견되어 온 것들이다. 예를 들자면 신판일반목록에서의 은하들보다 희미하며 더 먼 은하들은 이미 19세기 말에 가시적으로 발견된 것들인데 비해, 마페이 1과 마페이 2는 1968년에서야 적외선 영역의 사진을 통해서 발견되었다. 나아가서 IC 342 또는 마페이 1 근처에 있는 어떤 천체들이 IC 342/마페이 은하군과 연관되어 있는지, 아니면 단지 은하처럼 보일 뿐인, 전경에 있는 우리은하의 무정형 천체인 것인지 파악하는 것이 매우 어렵다. 예를 들어 MB 2와 기린자리 C 천체는 처음에 IC 342/마페이 은하군에 있는 왜소은하로 여겨졌으나, 지금은 우리 은하 내의 천체로 밝혀졌다.

## 은하군의 형성 및 국부 은하군과의 상호 작용
IC 342/마페이 은하군과 국부 은하군이 물리적으로 서로 가까이에 위치해 있기 때문에, 두 은하군은 은하 형성 초기 단계에서 서로의 진화에 영향을 주었을 수도 있다. M. J. 발토넌과 그의 동료들이 이룬 IC 342/마페이 은하군에 대한 속도 및 거리 분석에서는 IC 342와 마페이 1이 우주의 팽창으로 계산된 것보다 더욱 빠르게 움직이고 있음을 시사하였다. 

## 안드로메다 은하와의 상호 작용
따라서, 연구자들은 IC 342와 마페이 1이 두 은하군의 형성 초기 단계에서 안드로메다 은하와의 격렬한 중력 상호 작용으로 국부은하군에서 방출된 것들이라고 주장한다.

## 시선 속도
그러나, 이 설명은 은하군의 은하들과의 거리에 따라 좌우되는 것으로, 결국 우리 은하의 성간 먼지가 은하군을 차폐하는 정도를 정확하게 측정하여야 진위를 알 수 있다. 더 최근의 관측들들은 먼지 차폐가 이전까지 너무 크게 측정되어와서 은하군과의 거리를 과소 측정 해왔음을 보였다. 만약 이들의 새로운 거리 측정이 정확하다면, IC 342/마페이 은하군의 은하는 우주의 팽창으로부터 예측된 속도로 움직이고 있으며, IC 342/마페이 은하군과 국부 은하군 사이의 충돌 시나리오는 타당하지 않을 것이다.

## 같이 보기
- 우리 은하
- 국부 은하군
- 안드로메다 은하
- 성간 먼지
- 마페이 1
- 마페이 2
- 드윙글루 1